# Musique Espérance
La Fédération Internationale Musique Espérance (FIME) est une ONG créée par le pianiste Miguel Ángel Estrella.

## Histoire
En 1982, alors qu'il a été libéré des prisons uruguayennes deux ans plus tôt et qu'il est réfugié en France, le pianiste argentin Miguel Ángel Estrella fonde Musique Espérance dont la vocation est de « mettre la musique au service de la communauté humaine et de la dignité de chaque personne ; de défendre les droits artistiques des musiciens - en particulier des jeunes - et de travailler à construire la paix ».
La FIME est une organisation non gouvernementale (ONG) entretenant des relations opérationnelles avec l'UNESCO depuis 1992. Son siège social est à Paris. La FIME s'appuie sur le travail de terrain de 19 associations Musique Espérance réparties dans les sept pays suivants : Argentine, Cameroun, Belgique, Espagne, France, Portugal et Suisse.
Depuis trente ans, la FIME développe et participe à des programmes internationaux en mettant la musique au service des droits de l'Homme, de la Paix et de la Jeunesse.